# Rock Drill
Albums de Sensational Alex Harvey Band
Fourplay
(1977) Live In Glasgow 1993
(1994)
Rock Drill, sorti au début de 1978, est le neuvième et dernier album du groupe de rock écossais The Sensational Alex Harvey Band du vivant d'Alex Harvey.

## L'album
À l'exception d'un titre, toutes les compositions de l'album sont signées par le groupe.
Dernier album du groupe, Rock Drill est sorti en mars 1978 alors que le groupe était déjà séparé depuis octobre 1977.
Seul album avec Tommy Eyre.

## Les musiciens
- Alex Harvey : voix
- Zal Cleminson : guitare
- Chris Glen : basse
- Ted McKenna : batterie
- Tommy Eyre : claviers

## Les titres
1. Rock Drill - 6 min 25 s
2. The Dolphins - 6 min 09 s
3. Rock 'n' Roll - 3 min 39 s
4. King Kong - 3 min 16 s
5. Booids - 1 min 39 s
6. Who Murdered Sex ? - 5 min 17 s
7. Nightmare City - 3 min 48 s
8. Water Beastie - 4 min 52 s
9. Mrs. Blackhouse - 3 min 37 s

## Informations sur le contenu de l'album
- Mrs. Blackhouse sera le single de l'album.
- King Kong est une musique de Max Steiner écrite pour le film King Kong de (1933).